# Nove Jîttea, Ciornobai
Nove Jîttea (în ucraineană Нове Життя) este localitatea de reședință a comunei Nove Jîttea din raionul Ciornobai, regiunea Cerkasî, Ucraina.

## Demografie
Componența lingvistică a localității Nove Jîttea
     Ucraineană (96,35%)
     Rusă (3,09%)
Conform recensământului din 2001, majoritatea populației localității Nove Jîttea era vorbitoare de ucraineană (96,35%), existând în minoritate și vorbitori de rusă (3,09%).